# Gaetano Scirea
Gaetano Scirea   (Cernusco sul Naviglio, 25 de maig de 1953 - Babsk, 3 de setembre de 1989) va ser un futbolista internacional italià que es considera un dels majors defensors de tots els temps. És considerat una llegenda de la Juventus de Torí.